# Corto Maltese (rivista)
Corto Maltese è stata una rivista antologica italiana di fumetti edita dal 1983 al 1993 dalla Milano Libri Edizioni, etichetta della Rizzoli. La rivista prendeva il nome dall'omonimo celebre personaggio ideato da Hugo Pratt. Durante la sua vita editoriale ha pubblicato opere a fumetti dei migliori autori del panorama italiano ed estero.

## Storia editoriale
Dopo la chiusura di alterlinus, la Milano Libri, già editrice di linus, volle comunque riprovare a proporre una pubblicazione dedicata a storie a fumetti per un pubblico colto ed esigente e nel 1983, dopo un lungo battage pubblicitario, fece uscire la rivista Corto Maltese.
Il ruolo di direttore responsabile fu affidato a Fulvia Serra, che della rivista era l'ideatrice e che, dal 1981 al 1995, diresse anche linus, storica rivista italiana di fumetti e cultura. Stampata su carta patinata, di formato decisamente grande, con molte pagine a colori e storie di alto livello, Corto Maltese proponeva ai suoi lettori una serie di racconti e reportage di viaggio in luoghi remoti e poco battuti, in cui si descrivevano usi e costumi di popoli esotici e spesso primitivi (o recensioni di libri sullo stesso argomento), che si alternavano ai fumetti veri e propri, avventure non di rado ambientate, a loro volta, in luoghi esotici. Ogni numero iniziava con un editoriale in cui Fulvia Serra si raffigurava come il “comandante” di una nave ammiraglia in viaggio verso luoghi lontani, ai cui “compagni di viaggio” - ossia i lettori - proponeva ogni volta nuove mete e "incursioni"..
I primi numeri contenevano soprattutto storie di importanti autori italiani come Hugo Pratt, Milo Manara, Guido Crepax, Andrea Pazienza, Sergio Toppi, Attilio Micheluzzi, Dino Battaglia, Vittorio Giardino e Altan, in seguito fecero la loro comparsa anche prestigiosi autori stranieri come Moebius, Frank Miller, Dave McKean e Alan Moore. Vennero nel tempo ideati e pubblicati inserti di varia natura, alcuni dei quali portarono in Italia Man of Steel, V for Vendetta, Watchmen e Black Orchid. Dal 1988 al 1993 in molti numeri della rivista erano presenti degli inserti con storie di autori anglofoni come Neil Gaiman e Alan Moore. Il grande formato della rivista consentiva di riprodurre al meglio fumetti pubblicati a puntate su più numeri. La testata ha cessato le pubblicazioni nel luglio del 1993 dopo un decennio nel quale aveva proposto prodotti di alta qualità. Fu costretta alla chiusura, come molte altre riviste a fumetti d'autore di quel periodo, per l'incapacità di reggere la concorrenza di pubblicazioni di qualità, e soprattutto di costi, minori.